# Sibylle
Pour les articles homonymes, voir Sibylle (homonymie).
Pour l’article ayant un titre homophone, voir Sibyl.

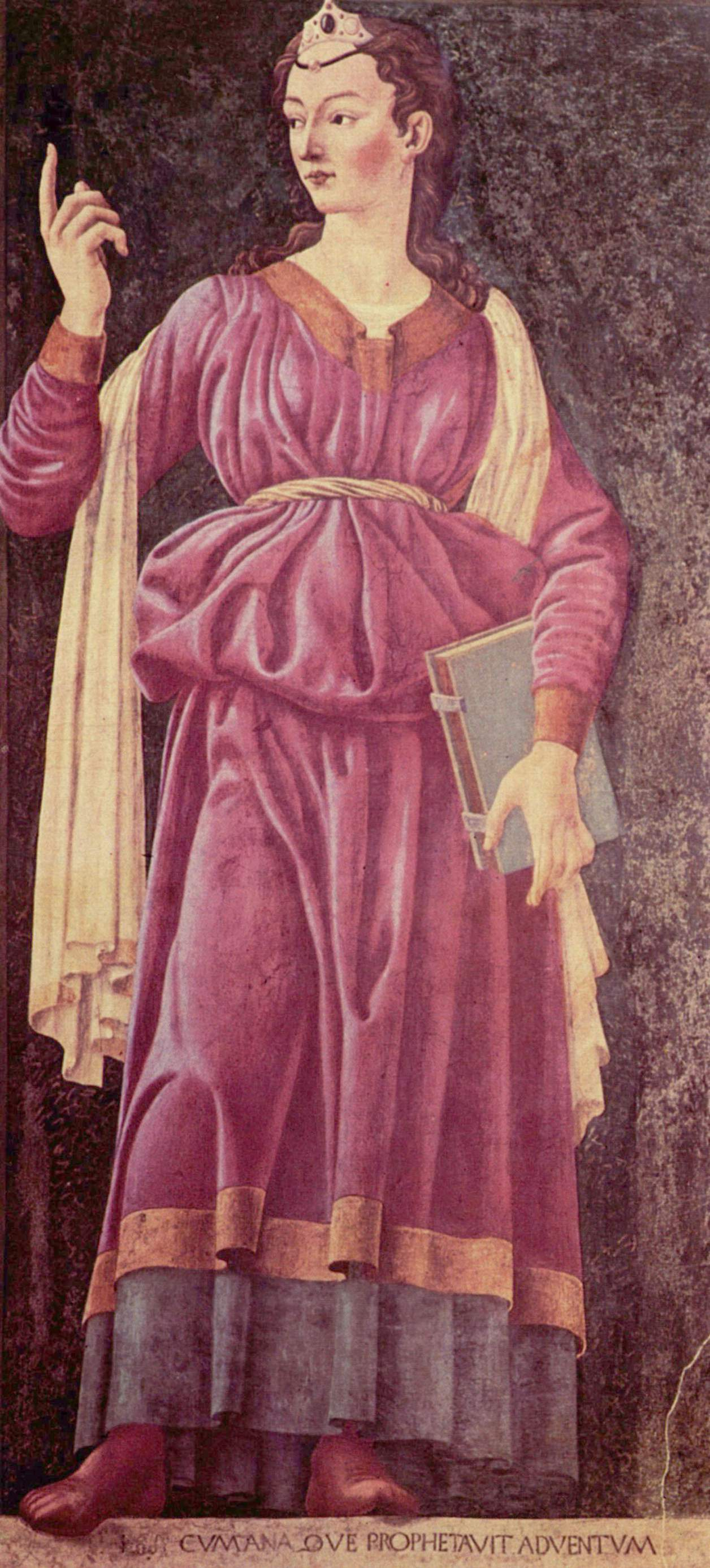
La Sibylle de Cumes, peinture florentine d'Andrea del Castagno (1419-1457) de la villa Carducci transférée aux Offices.

Une sibylle est, durant l'Antiquité, une prophétesse, une femme qui fait œuvre de divination.

## Différences entre sibylles et Pythie
La Pythie a un statut institutionnel, au sanctuaire d'Apollon de Delphes ; c'est un office et non une personne précise.
La sibylle donne une divination occasionnelle, indépendante. Il y a eu plusieurs sibylles, attachées primitivement à des sanctuaires de la déesse Cybèle.
La Pythie n'est que la porte-parole du dieu, elle répond aux questions qui lui sont adressées ; la sibylle parle à la première personne, revendique l'originalité de sa prophétie et le caractère indépendant de ses réponses.
La Pythie apparaît en Grèce après la première sibylle (Hérophile), les sibylles, à l'origine servantes de la grande déesse Cybèle (Agdistis), ont leur origine à Pessinonte, en Asie Mineure au VIIIe siècle av. J.-C.

## Dans l’Antiquité

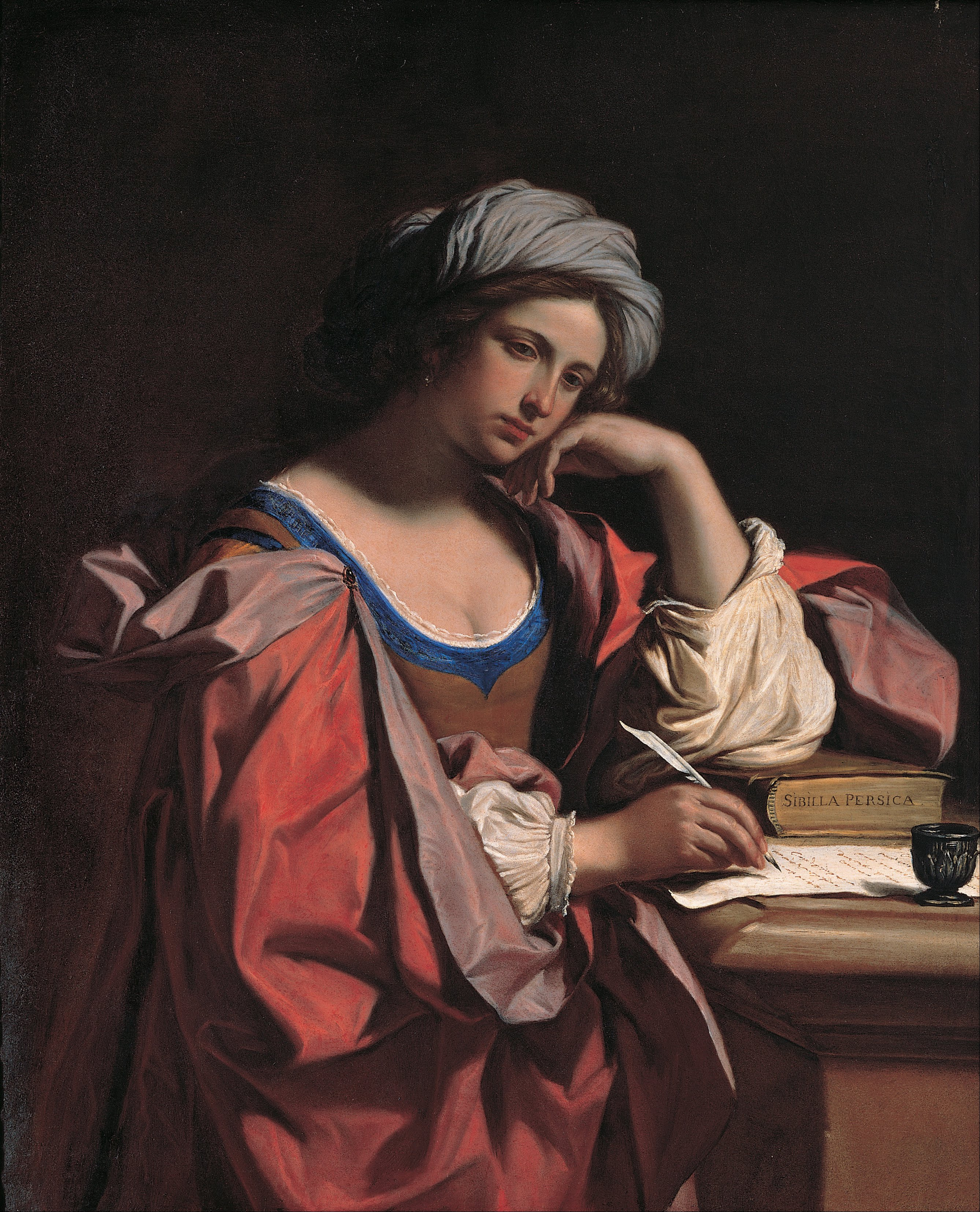
La Sibylle (tableau de Le Guerchin)

Dans la mythologie grecque, la sibylle est une prêtresse d'Apollon qui personnalise la divination et prophétise.
Les sibylles exprimaient leurs oracles dans un langage énigmatique permettant de nombreuses interprétations. Fameuse est la prophétie orale pour un soldat « Ibis redibis non morieris in bello ». Si une virgule est placée avant le « non », la phrase devient « Tu iras, tu reviendras, tu ne mourras pas en guerre », mais si la virgule était placée après le « non », la phrase est « Tu iras, tu ne reviendras pas, tu mourras en guerre ».
L'obscurité et l'ambigüité de la divination des sibylles a donné le qualificatif « sibyllin » qu'on attribue à des propos confus, énigmatiques, mystérieux ou à double sens.
La sibylle figure l'être humain élevé à une dimension surnaturelle, lui permettant de communiquer avec le divin et d'en livrer les messages, tels le possédé, le prophète. Les sibylles furent considérées comme des incarnations de la sagesse divine, aussi vieilles que le monde, et dépositaires de la révélation primitive. Aussi a-t-on pu rapprocher[réf. souhaitée] le nombre des douze sibylles et celui des douze apôtres et de peindre ou de sculpter leurs effigies dans des églises.
Les sibylles témoignent de l'importance attachée dans l'Antiquité aux pouvoirs divinatoires : prophètes, pythies, et oracles…
Les origines du mythe ainsi que l'étymologie du mot demeurent incertaines et disputées. On a pu les chercher dans le monde indo-européen, par analogie avec des termes sanskrits par exemple, mais aussi dans la Mésopotamie antique.

### Les douze sibylles

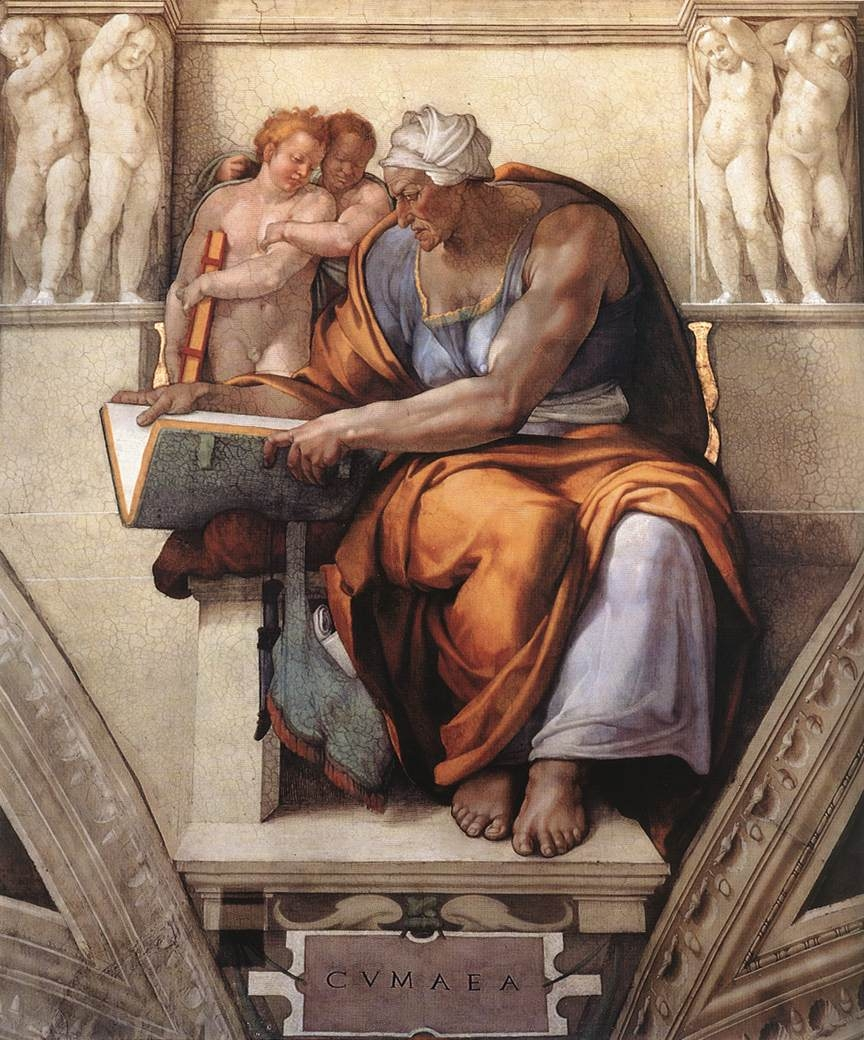
La Sibylle de Cumes (Michel-Ange, chapelle Sixtine, 1509)

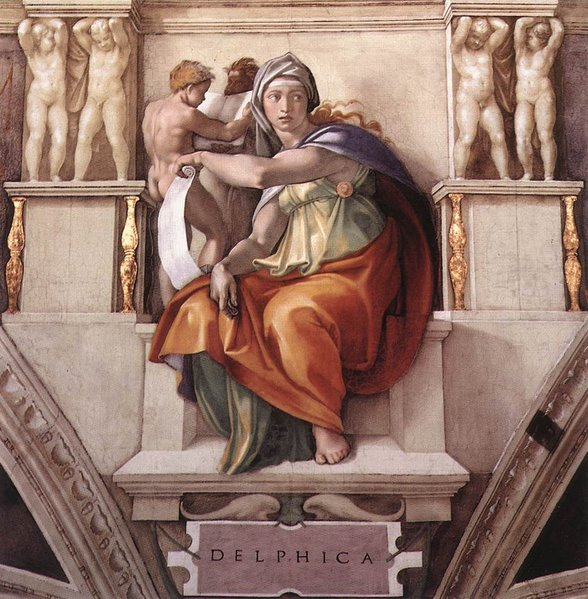
La sibylle de Delphes (Michel-Ange. chapelle Sixtine, 1509)

Au Ier siècle av. J.-C., on dénombre dix sibylles ; deux autres, la sibylle agrippine et la sibylle européenne, ont été ajoutées à la liste à la fin du Moyen Âge, de sorte que le nombre de sibylles corresponde au nombre d'apôtres :
- la sibylle d'Érythrées (en). Aussi appelée Hérophilé, la sibylle érythréenne vient de la ville d'Érythrées en Ionie. C'est la fille de Théodoros et d'une nymphe de l'Ida de Troade. Hérophilé a la singularité de livrer ses oracles en vers. Elle vécut au temps des Argonautes et de la guerre de Troie. Elle mourut à l'âge de cent-dix ans et est, selon la tradition, inhumée en Troade. Mais certains auteurs estiment que la sibylle d'Érythrées serait la même que celle de Cumes[4]… ;
- la sibylle tiburtine (de Tibur, aujourd’hui Tivoli où se situent les ruines de son temple) ; on la nommait Albunéa ;
- la sibylle hellespontine (en). Elle officiait à Dardanie, sur l'Hellespont. Née à Marpessos, près de Troie, elle s’exprimait, selon Héraclite, « d’une bouche délirante, sans sourire, sans ornement, sans fard et sa voix parvenant au-delà de mille années grâce au dieu »[5]. Elle rendait ses oracles sous la forme d'énigmes et les inscrivait sur des feuilles ;
- la sibylle phrygienne (en) (de Phrygie, région d'Anatolie).
- la sibylle persique (en). Elle est la fille de Berossos et d’Erymanthé et on la nomme parfois Sabbé[6]. Elle est aussi désignée comme la sibylle babylonienne (voir sculpture à Úbeda ci-dessous).
- la sibylle libyque (exerce sa prophétie dans l'oasis de Siwa). C’est la fille de Zeus et de la fille de Poséidon, la nymphe thessalienne Lamia. Elle fut aussi appelée Elissa.
- la sibylle cimmérienne (en) ; les Cimmériens étaient installés sur les bords du Pont-Euxin (la mer Noire) ;
- la sibylle delphique (en) à Delphes ;
- la sibylle samienne (en) (donne ses oracles sur l'île de Samos)
- la sibylle Agrippa ou égyptienne (déformation probable d'Aegypta)
- la sibylle de Cumes (près de Naples). Les sources antiques lui donnent différents noms, dont Deiphobé et Amalthée. Elle a vécu en même temps qu’Énée et on lui accorde une vie de mille ans. Le poète Ovide raconte dans les Métamorphoses (XIV) qu’Apollon, épris des charmes de la sibylle de Cumes, offrit de réaliser son vœu le plus cher en échange de ses faveurs. Feignant d'accepter sa proposition, elle lui demanda autant d'années de vie que sa main contenait de grains de sable. Cependant, elle n'honora pas sa promesse. Comme elle avait omis de formuler son vœu de manière à conserver toujours la fraîcheur de ses vingt ans et que sa main contenait mille grains de sable lors de son vœu. Apollon l'exauça à la lettre, changeant ainsi le souhait en malédiction. Elle vieillit au fur et à mesure de son interminable existence, jusqu'à demeurer toute recroquevillée dans une bouteille suspendue au plafond de sa grotte. Aux enfants qui lui demandaient ce qu'elle désirait, elle répondait : « Je veux mourir ». Virgile décrit la descente d'Énée aux Enfers accompagné de la sibylle de Cumes ; elle lui avait montré où cueillir, dans les bois sur les bords du lac Averne, le rameau d'or (en) qui devait lui permettre de pénétrer dans le royaume d'Hadès ;
- la sibylle européenne.

### Divination chez les Romains

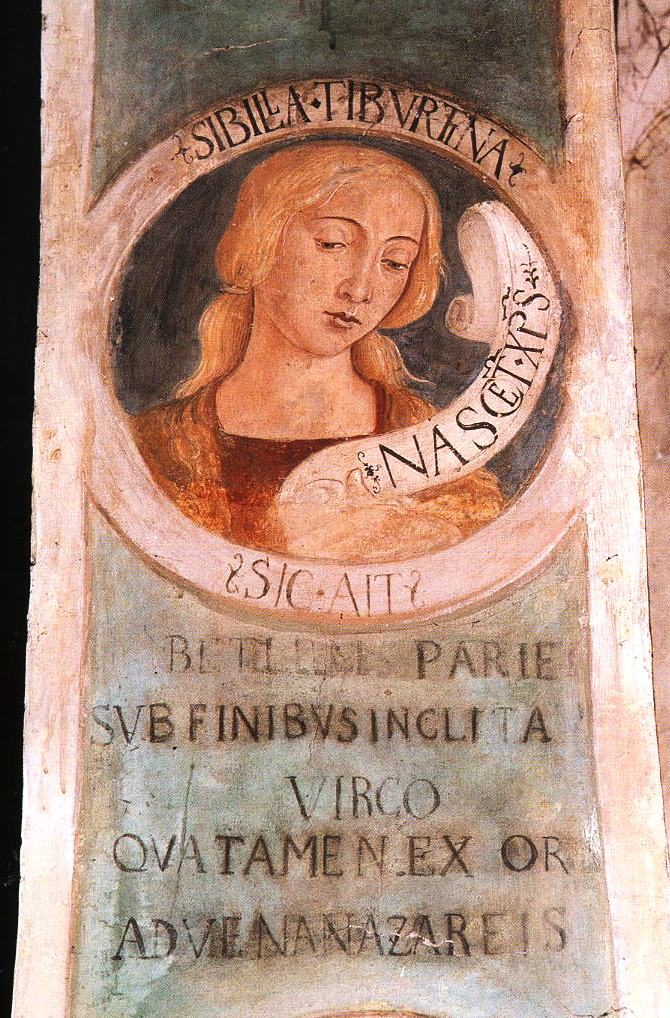
La Sibylle de Tibur, fresque dans l'église Saint-Jean-Évangéliste à Tivoli, 1483.

Les Romains conservaient pieusement dans le temple de Jupiter Capitolin les Livres sibyllins, qui auraient été vendus par une vieille femme (peut-être la sibylle de Cumes) à Tarquin le Superbe, au VIe siècle av. J.-C. Elle s'était rendue auprès du roi avec neuf livres oraculaires en lui en demandant une énorme somme. Le roi se moqua d'elle et la renvoya ; elle brûla trois des livres, et lui offrit les six restants pour la même somme. Tarquin refusant toujours, elle en brûla trois autres, et lui offrit les trois derniers, toujours au même prix. Cette fois-ci Tarquin consulta un conseil de prêtres, les Augures, qui déplorèrent la perte des six livres et lui conseillèrent d'acheter ceux qui restaient.
Ces livres, confiés à la garde de deux prêtres particuliers appelés duumvirs, étaient consultés dans les grandes calamités, mais il fallait un décret du sénat romain pour y avoir recours, et il était défendu aux duumvirs de les laisser voir à qui que ce soit sous peine de mort. Ils ne contenaient pas de prophéties, mais des remèdes expiatoires à appliquer lorsque survenaient des « prodiges », événements exceptionnels particulièrement redoutés par les Romains. En réalité le texte des Livres sibyllins était d'une obscurité telle que des siècles plus tard, Cicéron, peu enclin à la crédulité, écrivit qu'on pouvait en tirer ce qu'on voulait au gré des circonstances.
Les livres sibyllins furent par exemple consultés durant l'année 194 av. J.-C. en raison de tremblements de terre.
Après l'incendie du Capitole (-83) où les livres sibyllins furent perdus, plusieurs missions furent envoyées dans les pays supposés héberger des sibylles, afin de reconstituer les ouvrages disparus. Contrôlés et expurgés par Auguste et Tibère, ils furent finalement détruits par des chrétiens quelques siècles plus tard, en l'an 406, sous l'empereur Honorius (395-423), en raison de la prédiction leur imputant la fin du Monde.

## Reprises des livres sibyllins dans la littérature chrétienne

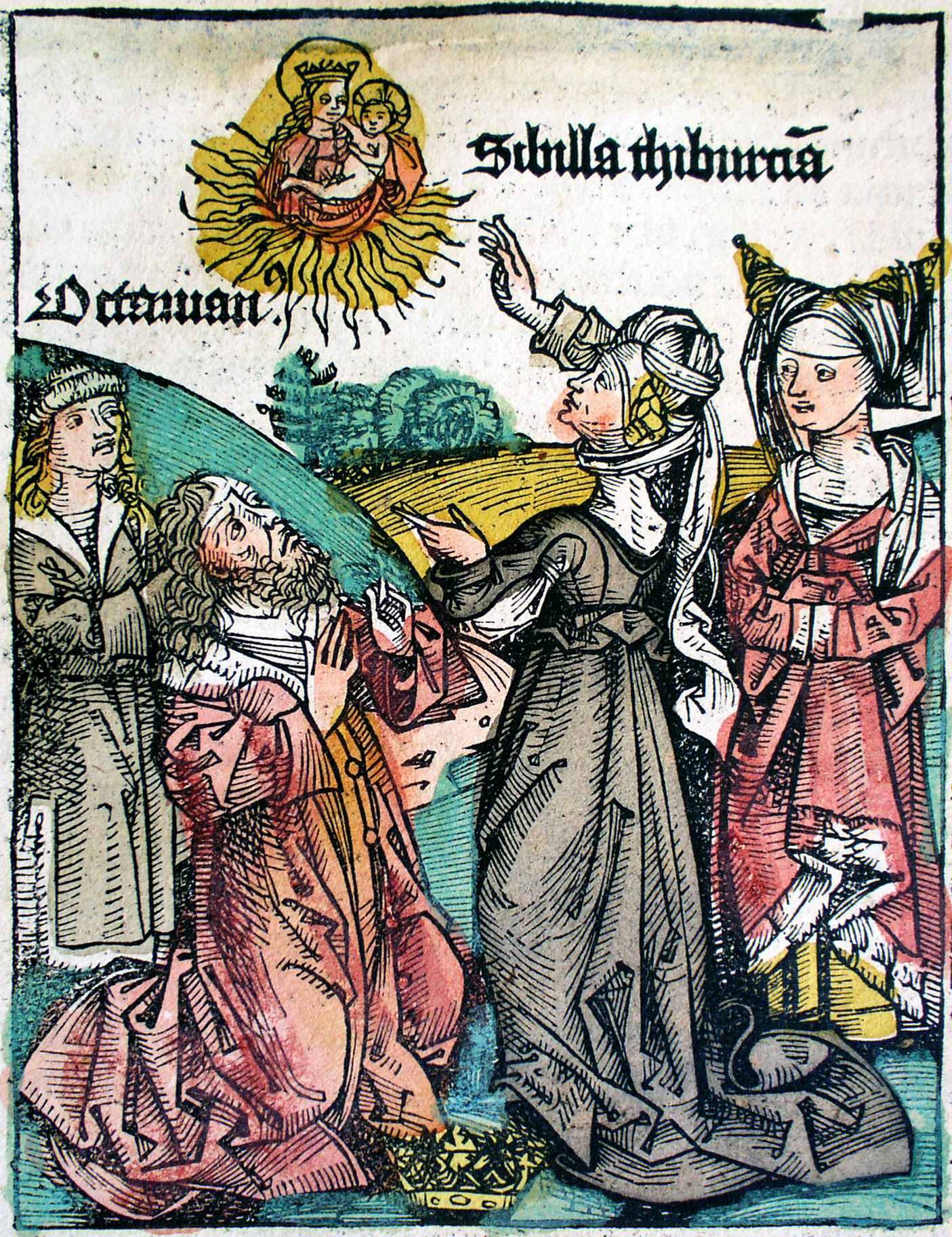
La sibylle tiburtine et l'empereur Auguste, gravure sur bois, Chronique de Nuremberg, 1493.

En même temps que les Livres sibyllins, une série d'écrits connus sous le nom d'Oracles sibyllins circulèrent en Méditerranée dès le IIIe siècle av. J.-C. Certains sont parvenus jusqu'à nous via des copies datant des XIVe et XVIe siècles. Ces livres, au nombre de douze ou quatorze, comprennent des oracles antiques, des oracles juifs et des écrits chrétiens. Ainsi, c'est dans le 8e livre des Oracles sibyllins que l'on trouve des vers, attribués à la sibylle d'Érythrées, interprétés comme annonçant le second avènement du Christ le jour du Jugement dernier.
Les Pères de l'Église n'ignorèrent pas ces textes obscurs. À leur suite et pendant tout le Moyen Âge, des auteurs chrétiens cherchèrent, avec plus ou moins de bonheur, à voir dans les oracles des sibylles des marques sans équivoque de l'attente par le monde païen du messie sauveur. Mais c'est surtout à partir de la Quatrième Bucolique de Virgile, dans laquelle le poète proclame l'accomplissement des prophéties de la sibylle de Cumes — relatives à la naissance d'un enfant annonciateur du retour de l'Âge d'or sur terre — que se perpétue pendant des siècles cette interprétation chrétienne des écrits sibyllins.
Ainsi Dante s'en fait l'écho dans sa Divine Comédie quand il présente son guide, Virgile, comme « celui qui va de nuit, portant derrière son dos une lumière ; et à lui elle ne sert, mais il instruit ceux qui le suivent, quand [il a] dit : Le siècle se renouvelle ; la justice revient, et le premier âge de l’homme ; du ciel descend une race nouvelle ».
Au XVIIIe siècle, le déiste Voltaire, en ironisant un peu, évoquera encore cette croyance, devenue un sujet de longues controverses entre croyants et rationalistes, dans l'article « Sibylle » de son Dictionnaire philosophique.
Virgile présente, vers 4 à 7, la prophétie en ces termes :
| Ultima Cumaei venit jam carminis aetas; magnus ab integro saeclorum nascitur ordo. jam redit et Virgo, redeunt Saturnia regna, jam nova progenies caelo demittitur alto. | Il s'avance enfin, le dernier âge prédit par la Sibylle de Cumes et renait tout entier le grand ordre des siècles. et déjà revient la Vierge et renaît le règne de Saturne déjà descend du haut des cieux une nouvelle lignée. |

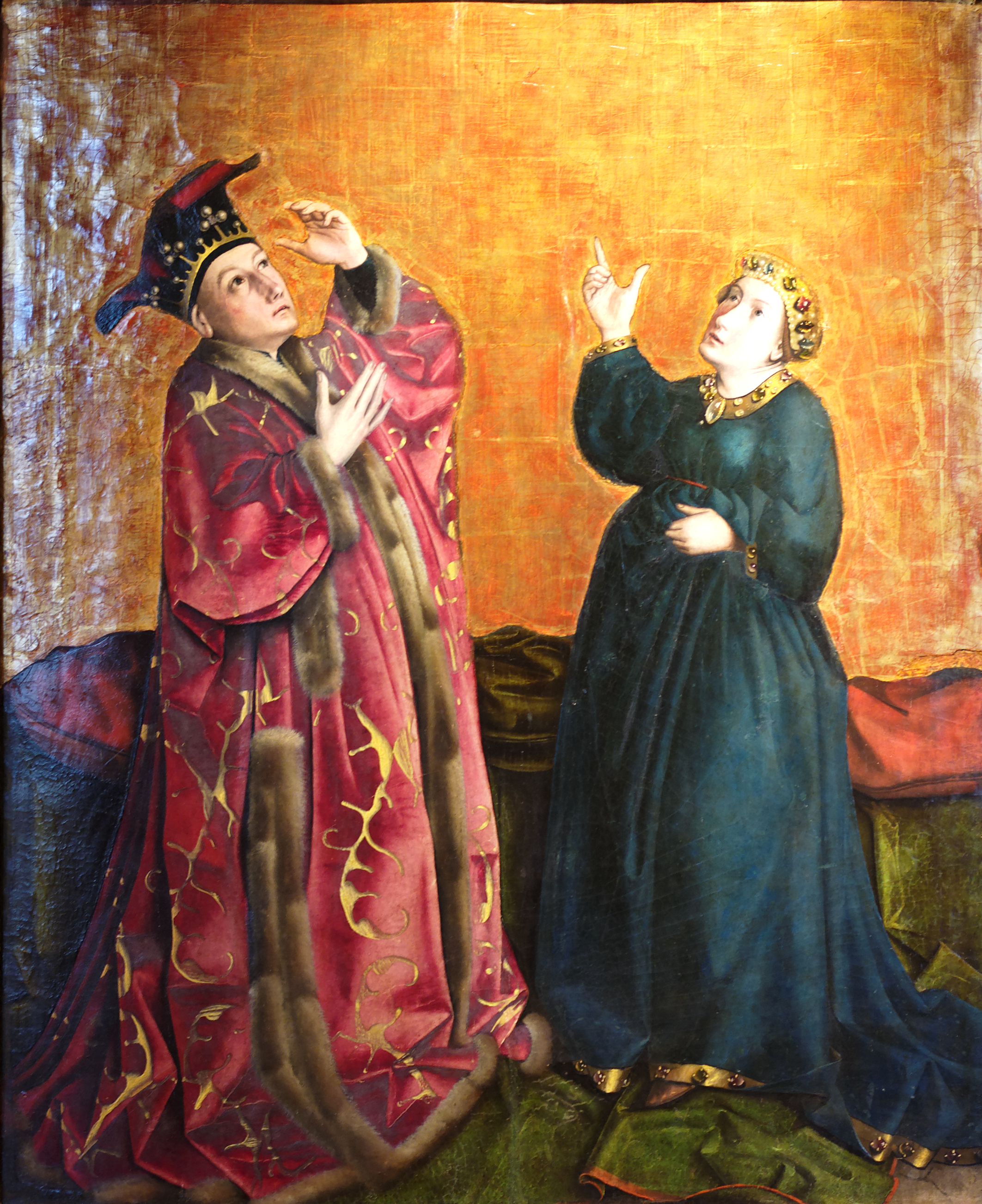
L'Empereur Auguste et la sibylle de Tibur. Konrad Witz, c 1435

Les premiers chrétiens s'emparèrent de la sibylle et intégrèrent cette prophétie dans leur littérature religieuse. Eusèbe de Césarée (vers 340) recueille les vers de la sibylle d'Érythrées, suivi de saint Augustin un siècle plus tard, dans La Cité de Dieu. Il en offre alors une version particulière, traduite très approximativement du grec, comprenant 27 vers, soit 3 × 3 × 3, symbole de la Trinité. Elle commence ainsi :
Judicii signum : tellus sudore madescet (« le signe du jugement : la terre s'inondera de sueur… »). Cette version augustinienne présente, en grec, un acrostiche dont les lettres initiales constituent la phrase : Jésus Christ, Fils de Dieu, Sauveur, Croix. Elle est notamment citée dans un sermon du Moyen Âge visant à convaincre les incroyants, lu à la veille de Noël. On y invoque tour à tour des personnages de l'Ancien et du Nouveau Testament, puis des figures païennes : Virgile, Nabuchodonosor, et la sibylle d'Érythrées.
De même, les Mirabilia Urbis Romae, sorte de guide de la Rome du milieu du XIIe siècle, rapportent que l'empereur Auguste interrogea la sibylle de Tibur pour savoir s'il y aurait un homme plus grand que lui. Une vierge lui apparut alors dans une grande splendeur sur l'autel du temple de Junon, tenant en ses bras un enfant ; et une voix venant du ciel lui dit : « Voici la vierge qui va concevoir le sauveur du monde », puis : « celle-ci est la chère fille de Dieu ».
Des versions musicales du Judicii signum ont été retrouvées dans des manuscrits des monastères Saint-Martial de Limoges (IXe et Xe siècles) et Saint-Oyand (XIIIe siècle). Cela explique la mention de la sibylle dans le Dies irae et qu'elle figure à Saint-Pierre de Rome, dans la chapelle Sixtine sur une fresque de Michel-Ange.
Le concile de Trente (1568), dans son désir d’épurer la liturgie de Noël de représentations annexes, décide de prohiber la représentation et le Chant de la Sibylle, mais certaines régions ont conservé la tradition de voir une sibylle costumée chantant la nuit de Noël jusqu'au XVIIIe siècle, voire, comme à Majorque, jusqu'à nos jours.

## La sibylle dans l'iconographie chrétienne

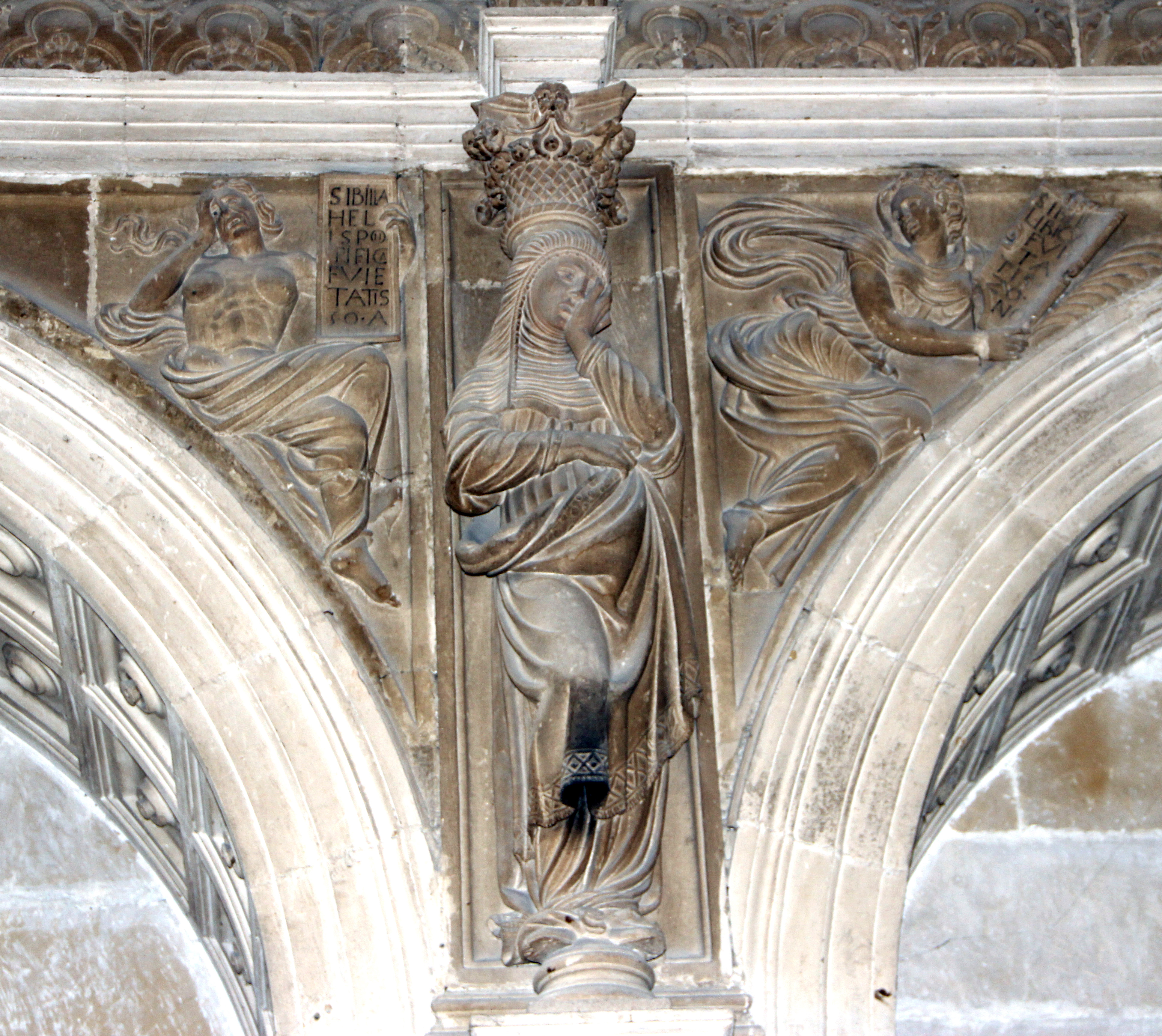
La Vierge entre la sibylle d'Hellespont et celle de Libye. Sacristie de la Sacra Capilla del Salvador à Ubeda (1540-1559).

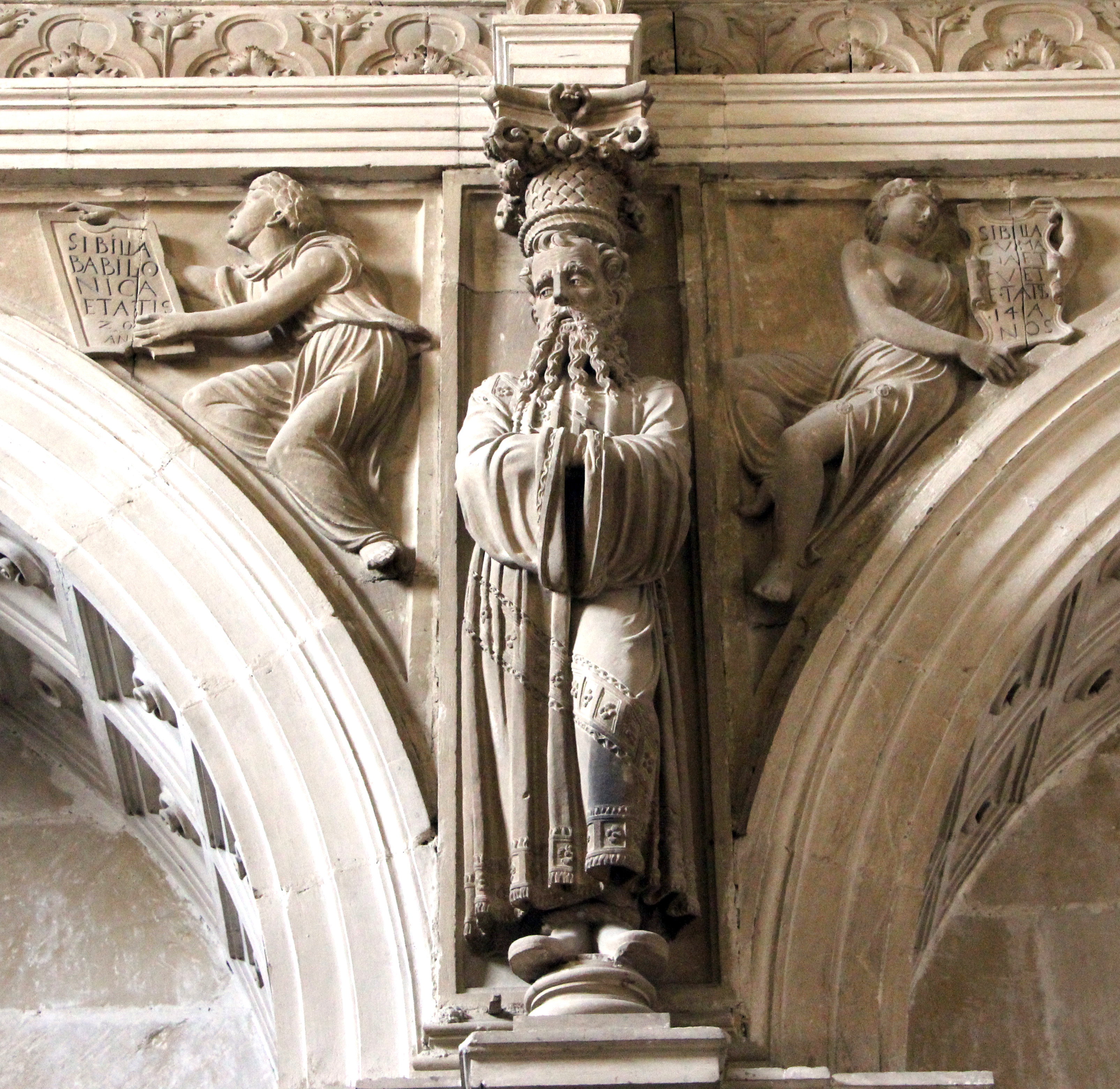
Apôtre Pierre entouré de la sibylle de Babylone et celle de Cumes. Sacristie de la Sacra Capilla del Salvador à Ubeda (1540-1559).

Les sibylles apparaissent dans l'art de l'Occident chrétien vers le XIIe siècle [réf. souhaitée], pour fleurir à partir du XVe siècle quand on redécouvre l'Antiquité, comme en témoigne un ouvrage attribué à Jean de Paris, La Foi chrétienne prouvée par l'autorité des païens, copié entre 1474 et 1477. Il y est dit : « Des vierges pleines de l'esprit de Dieu, qu'on appelait Sibylles, ont annoncé le Sauveur à la Grèce, à l'Italie, à l'Asie Mineure : Virgile, instruit par leurs livres, a chanté l'enfant mystérieux qui allait changer la face du monde. »
La pensée chrétienne qui avait recueilli les prophéties du peuple d'Israël consignées dans l'Ancien Testament s'étendait ainsi, dans une moindre mesure, aux peuples païens, par l'entremise des sibylles. L'iconographie proposa en face des douze prophètes, les douze sibylles, y associant parfois les douze apôtres.
Pour les artistes du Moyen Âge, la sibylle devint le symbole de l'attente des Gentils qui avaient entrevu le Christ. Une place lui fut réservée au portail des cathédrales.
La diffusion dans l'Europe de la figure des douze sibylles se fait au XVe siècle à partir de l'ouvrage du dominicain italien Filippo Barbieri publié en 1481. En France, les sibylles profitent de l'intérêt des grands imprimeurs parisiens qui en ornent les livres d'Heures.
Dès lors, peintures, sculptures polychromes, tapisseries, émaux peints, témoignent de l'influence du personnage de la sibylle sur l'art religieux occidental. Les sibylles d'Érythrées, de Tibur et de Cumes sont les plus fréquemment représentées.
Huit sibylles sont représentées dans la cathédrale d'Amiens. La peinture murale « le cycle des sibylles » due au maître Antoine Clabault date de 1506 ; elles sont situées à droite de l'entrée de la sacristie. On y trouve la figuration des sibylles tiburtine, de Cumes, d'Érythrée, de Phrygie, persique, d'Europa, libyque et Agrippa.
Au plafond de la chapelle Sixtine, la sibylle de Delphes (une prophétesse annonçant la venue de Jésus) a été représentée par Michel-Ange avec une incisive surnuméraire qui indique qu'elle a vécu avant notre ère.
La cathédrale de Sienne représente dix sibylles sur son pavement (voir ci-dessous).

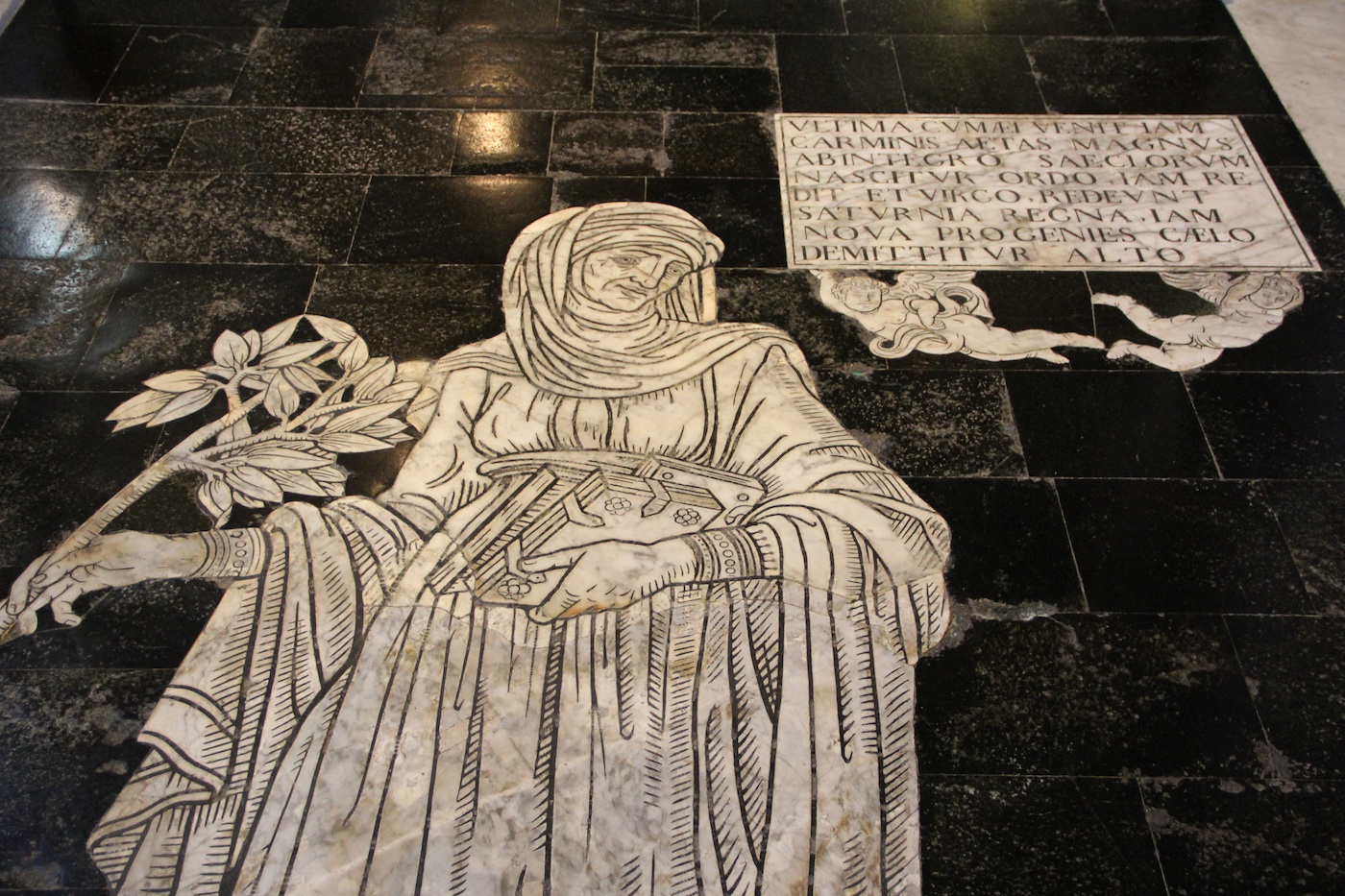
La Vieille Sibylle de Cumes. Pavement de la cathédrale de Sienne (1481-1483)
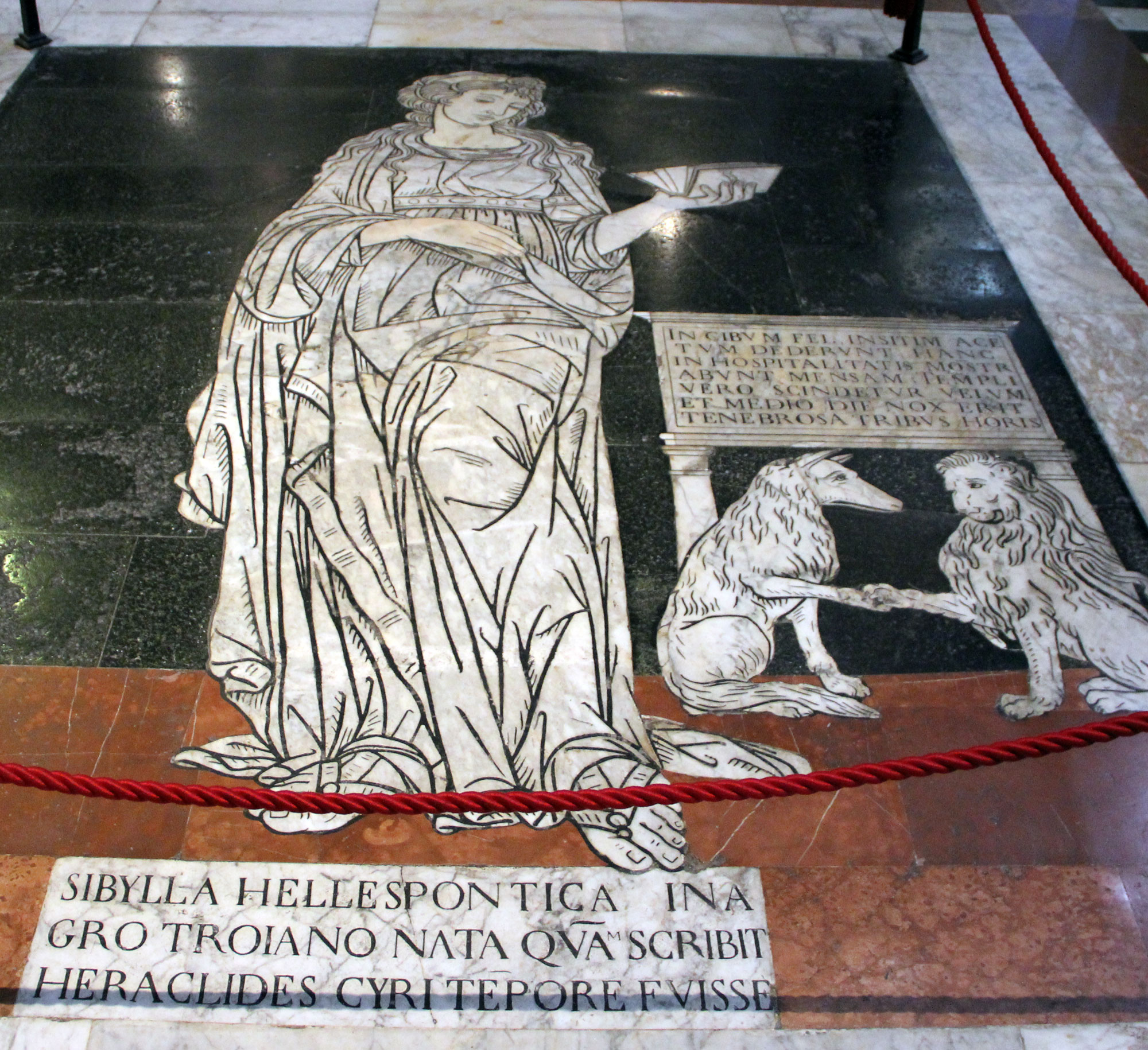
Sibylle de l'Hellespont, Sienne.
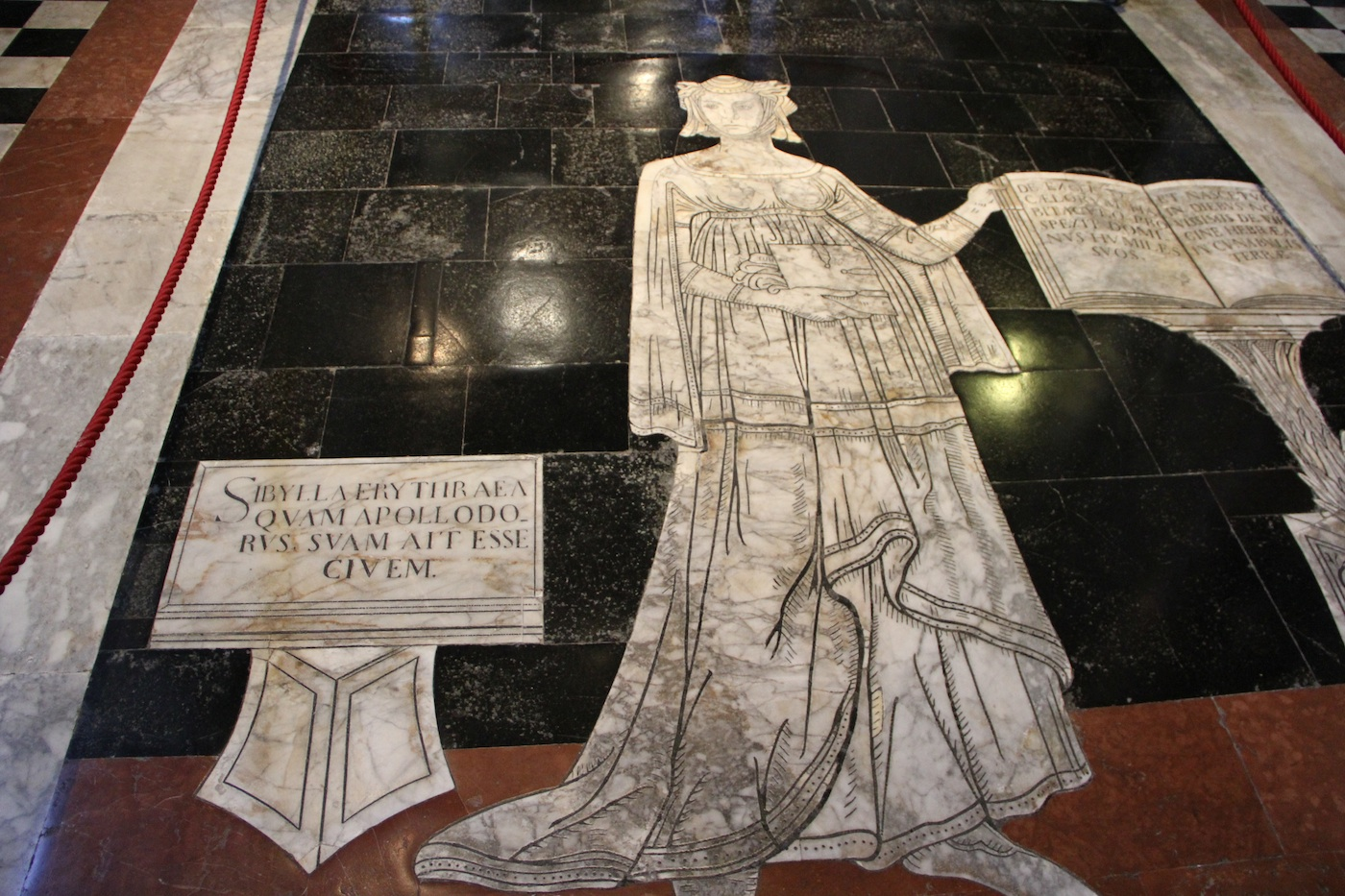
Sibylle d'Érythrées, Sienne.
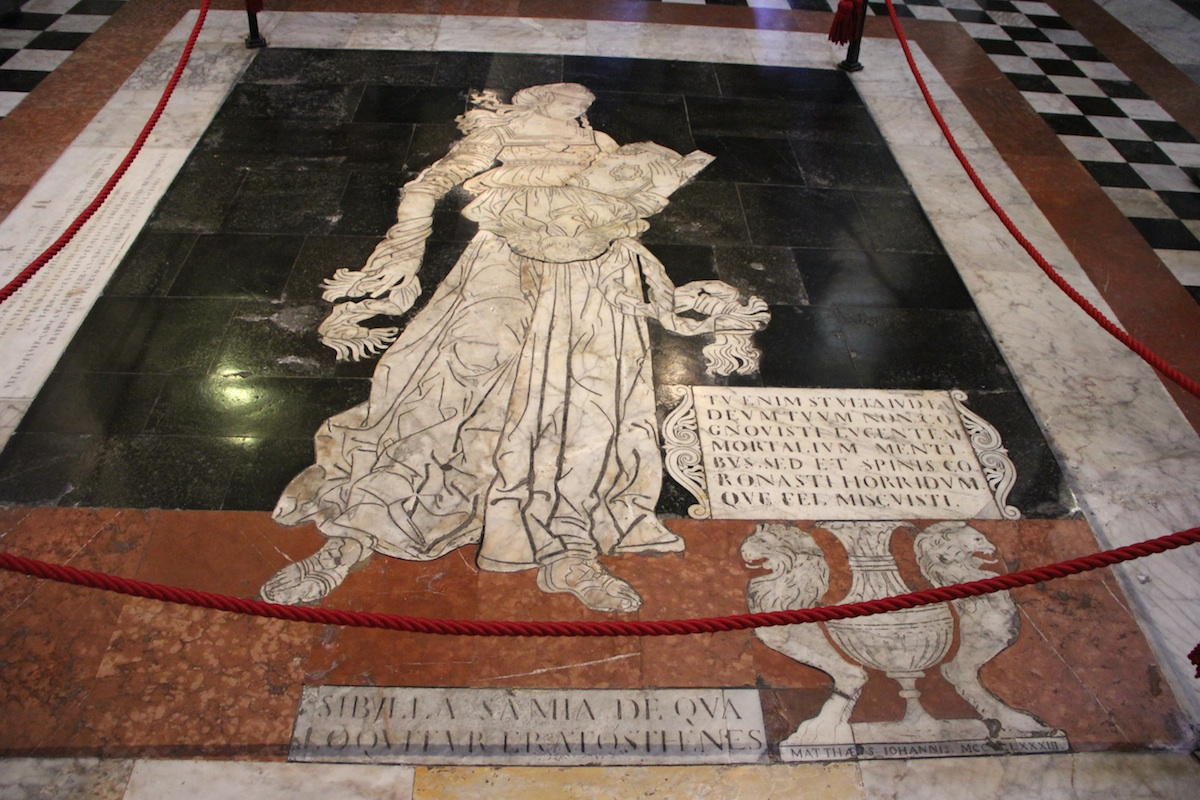
Sibylle de Samos, Sienne.
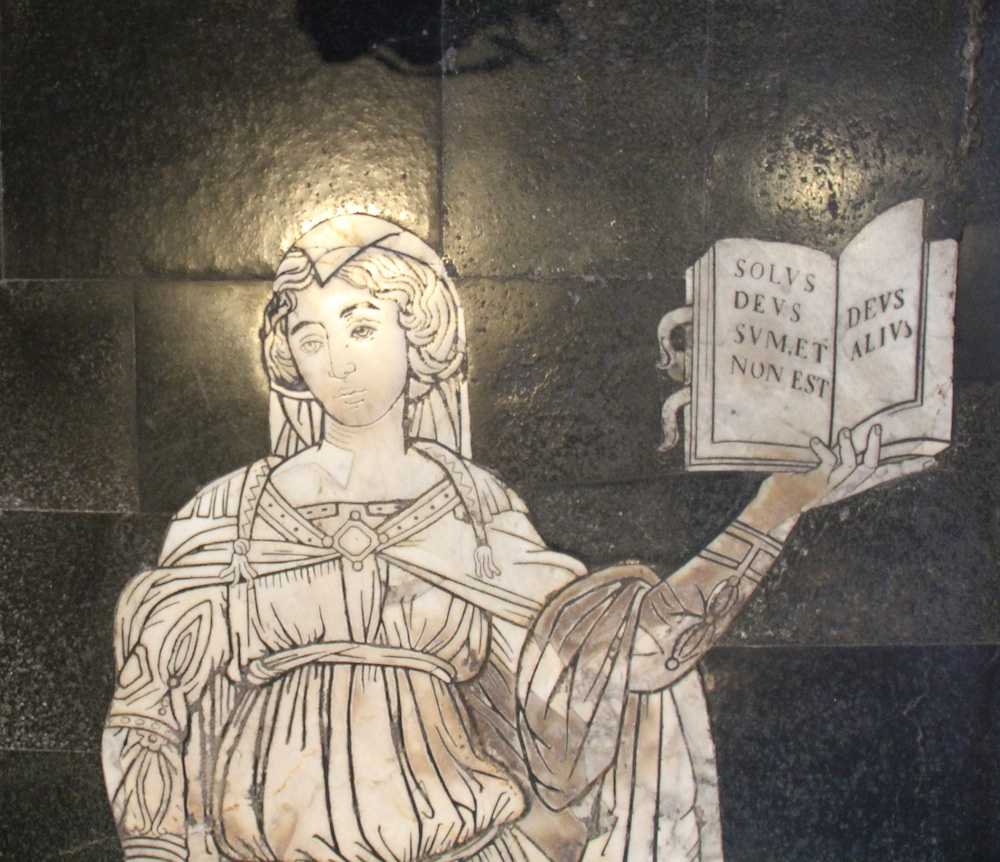
Sibylle de Phrygie, Sienne.

### Attributs symboliques
Les sibylles ont été représentées sur les portails, les vitraux ou le mobilier des églises ou des cathédrales (cathédrale Saint-Pierre de Beauvais, cathédrale Sainte-Marie d'Auch). Ces représentations sont nombreuses aux XVe et XVIe siècles. Les canons du concile de Trente censurèrent ces représentations.
- La sibylle Érythréenne porte un grand rameau fleuri. Elle évoque l'Annonciation parce qu'elle a proclamé qu'une vierge doit enfanter ;
- La sibylle de Tibur ou Tiburtine porte un gant, ou une main coupée qui symbolise la main du garde qui a souffleté le Christ au cours de la Passion ;
- La sibylle d'Hellespont ou Hellespontine porte une grande croix représentant la crucifixion du Christ au Golgotha ;
- La sibylle Phrygienne porte le labarum : étendard où figure le chrisme, symbole du christianisme ;
- La sibylle Persique : on lui associe une lanterne symbolisant la lumière apportée par le Messie et elle foule aux pieds le serpent de la Genèse qui a abusé Ève ;
- La sibylle Libyque a un cierge allumé qui symbolise la Lumière que la naissance du Sauveur apporte au monde pour repousser les ténèbres. On peut la représenter avec trois clous rappelant la Passion du Christ. Elle aurait été mentionnée par Euripide, selon le pavement de la cathédrale de Sienne ;
- La sibylle Cimmérienne porte un biberon en forme de corne symbolisant la Vierge allaitant son Enfant ;
- La sibylle Delphique ou Pythie porte à la main une couronne d'épines, symbole de la Passion. Elle avait prophétisé : « un Dieu viendra pour mourir et il sera plus grand que les immortels » ;
- La sibylle de Samos ou Samienne porte un berceau parce qu'elle avait entrevu la Vierge couchant l'enfant dans une crèche ;
- La sibylle Agrippa ou Agrippine porte un fouet symbolisant la flagellation du Christ ;
- La sibylle de Cumes ou Cuméenne : elle peut porter un coquillage qui représente la virginité de la Vierge. Elle porte le rameau magique et a annoncé qu'un enfant descendrait du ciel ;
- La sibylle Europa ou Européenne : elle porte un glaive évoquant le Massacre des Innocents et par association la fuite en Égypte.

### Fresques

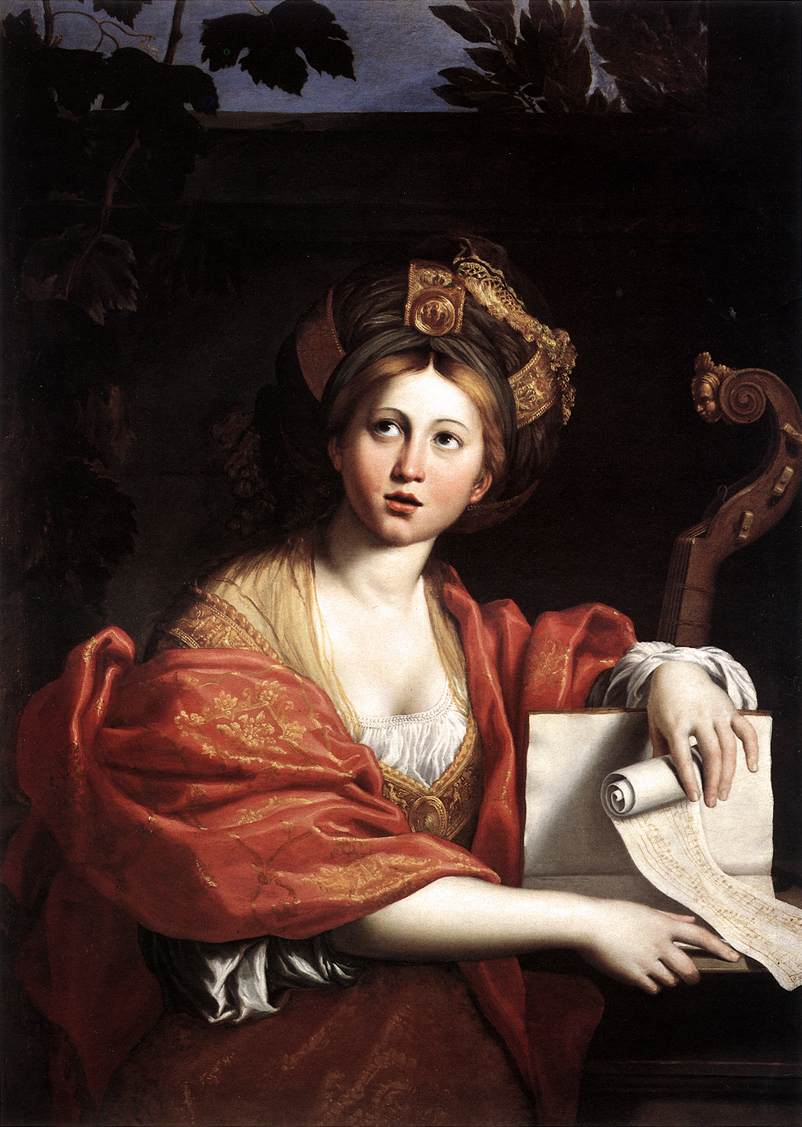
Sibylle par Le Dominiquin (1581-1641)

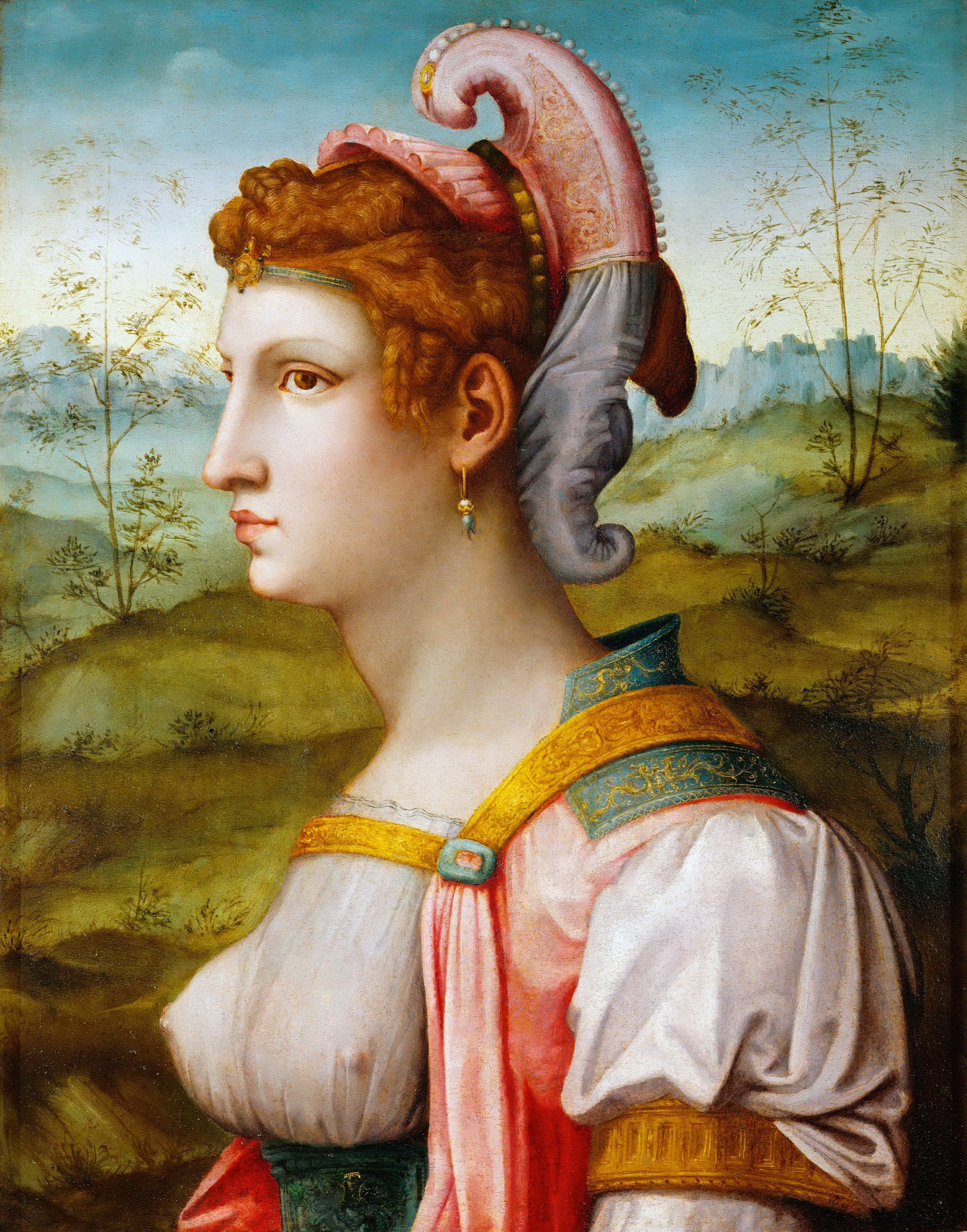
Sibylle par Francesco Bacchiacca. Vienne (v. 1525-1550)

- Les Sibylles avec les prophètes dans l'abbaye de Saint-Ange en Formis, Italie, XIIIe siècle ;
- Les Douze Sibylles dans la maison Romei à Ferrare, 1450, Italie ;
- Chapelle Sixtine de Michel Ange, où l’on retrouve les grands traits du platonisme : la révélation chrétienne complète harmonieusement la méditation païenne, et ne s'oppose pas à elle. C'est ainsi que sur la voûte, les prophètes de l'Ancien Testament sont exactement corrélés aux sibylles : jamais on n'avait placé, avec autant d'audace, à égalité de taille et de dignité, la Révélation faite aux fils d'Israël avec la divination de l'ancien paganisme ;
- Sibylle de l'église Santa Maria della Pace (Rome). Raphaël, 1514.

### Tableaux
- L'Empereur Auguste et la sibylle de Tibur, Konrad Witz (1395-1447) ;
- La Sibylle de Tibur, Antoine Caron (1521-1599) ;
- La Sibylle de Tibur annonçant à Auguste la naissance du Christ, Berretini Pietro, dit Pierre de Cortone (1596-1669) ;
- Énée et la sibylle de Cumes, Claude Gellée dit Le Lorrain (1600-1682) ;
- Apollon et la sibylle de Cumes, C. Noël (1777, 3.60 x 2.00 m)[19] ;
- Temple de la sibylle à Tivoli, Hubert Robert (1733-1808) ;
- Sibylle de Perse, d'après Michel-Ange (Chapelle Sixtine), Gustave Moreau (1826-1898) ;
- Sibylle Agrippina, Jan van den Hoecke (1630).
- La sibylle de Cumes, Gravure de Georges Rouault.

### Sculptures et marqueterie
- Le pavement intérieur du Duomo de Sienne compte en tout 56 panneaux de marqueterie de marbres de différentes couleurs et en niellage créés par quarante artistes entre les XIVe et XVIe siècles. Dix sibylles y figurent. Chacune porte un livre à la main et est identifiée avec le symbole qui lui est traditionnellement attribué ; elle est accompagnée d'un cartouche contenant la source antique qui fait mention de la sibylle et du texte prophétique qu'on lui attribue. Ce texte reprend clairement le message chrétien, comme dans le livre que brandit la sibylle de Phrygie ci-dessus : « Solus Deus sum, et non est deus alius » (« Je suis le seul Dieu et il n'y a pas d'autre dieu »). On peut voir les sibylles de Libye, de Perse, de Delphes, d'Érythrées, de l'Hellespont, de Samos, d'Albunée, de Phrygie et de Cumes, cette dernière apparaissant en deux versions, en jeune femme et en vieille ;
- Au monastère royal de Brou, autour du tombeau de Marguerite d'Autriche et de Philibert le Beau (XVe siècle) ;
- Cathédrale Notre-Dame de Saint-Bertrand-de-Comminges : sibylle persique dans les stalles Renaissance en bois sculpté.
- Münster d'Ulm : sibylles dans les stalles (XVe siècle)

### Vitraux
- Cathédrale d'Auch. Gers, XVIe siècle : la cathédrale d'Auch offre un ensemble étonnant de vitraux du XVIe siècle associant les douze prophètes aux douze sibylles. On retrouve ces mêmes personnages dans les stalles sculptées du chœur ;
- Collégiale Notre-Dame-du-Fort d'Étampes (département de l'Essonne): la verrière des sibylles représente les douze sibylles dans un arbre de Jessé, chacune tenant un cartouche avec une inscription.

### Tapisserie
- Auguste et la sibylle, Anvers, XVIe siècle (conservée au musée du Moyen Âge de Cluny).

### Émaux peints
- Sibylle d'Érythrées, Sibylle de Cumes de Léonard Limosin, à Limoges (musée du Moyen Âge de Cluny, musée national de la Renaissance d'Écouen).

### Statuettes polychromes
- Statuettes du XVIe siècle, originaires de Champagne, conservées au musée du Louvre, au musée de Troyes et au musée d’Écouen, et représentant des sibylles persique, phrygienne, libyque et Agrippa[réf. nécessaire].

### Musique
- Prophetiae Sibyllarum, de Roland de Lassus ;
- Dies iræ, poème souvent utilisé dans les Messes de Requiem :

« Dies iræ, dies illa / Solvet sœclum in favilla / Teste David cum Sibylla. »
« Jour de colère, ce jour-là (celui du jugement dernier) / dissoudra le monde en poussière / comme en témoignent David (auteur présumé des Psaumes) et la sibylle » ;
- Le compositeur Maurice Ohana a lui aussi trouvé son inspiration du côté des prophétesses grecques : Sibylle, pour soprano, percussion et bandes (1968), et Les Trois Prophéties de la Sibylle, tirée de l'opéra La Célestine (1989), pour soprano, mezzo-soprano, piano et percussion ;
- Le groupe néoclassique italien Ataraxia[20] revendique l'influence des sibylles : « Nous nous sentons sibylles, médiums de l'Histoire et du Temps qui sont notre Mère et notre Père et nous utilisent pour révéler quelques-unes de leurs nombreuses voix » ;
- Le compositeur français Thierry Lancino compose (2006-2009)[21] ...teste David cum Sibyla... ;
- Le Chant de la Sibylle, interprété à Majorque et dans quelques églises de Catalogne et de Sardaigne pour Noël ;
- El Cant de la Sibil-la / Mallorca / València (1400-1560) - Montserrat Figueras, Jordi Savall - La Capella Reial de Catalunya - Alia Vox 9806 ;
- El Cant de la Sibil-la / Catalunya - Montserrat Figueras, Jordi Savall - La Capella Reial de Catalunya - Alia Vox AVSA9879 ;

### Photographie
- Sœurs, saintes et sibylles, Nan Goldin (2004).

### Littérature
- Dans son ouvrage De ira Dei, De la colère de Dieu, Lactance vers 320 après Jésus-Christ, pour prouver l'existence de la colère divine, écrit : « Il a existé de nombreuses sibylles, bon nombre de très grands auteurs l'ont rapporté : parmi les Grecs, Aristonicus et Apollodore d'Érythrée ; parmi les nôtres, Varron et Fénestella. Tous, ils rappellent que la sibylle d'Érythrées fut la plus remarquable et la plus connue » (Lactance 23,1).
- Texte de Nicolas de Damas sur la mort de Crésus : « Cyrus fut touché du traitement qui se préparait pour Crésus ; mais les (soldats) Perses insistèrent pour que ce prince fût livré au feu, et ils s’empressèrent de lui dresser un vaste bûcher, où ils firent monter avec lui, quatorze des principaux seigneurs de sa cour. Kyrus, pour les dissuader, « leur fit lire un oracle de la sibylle » ; ils prétendirent qu’il était controuvé et ils allumèrent le bûcher » (Recherches nouvelles sur l’histoire ancienne par C.F. Volney, page 40, Paris, Parmantier, 1825.)
- Dans le Tiers Livre de François Rabelais, Panurge consulte la sibylle de Panzoult.
- Dans sa septième lettre à Héloïse, Abélard (1079/1142) écrit : « Pesez toutes les paroles de la Sibylle : quel résumé clair et complet de ce que la foi chrétienne doit croire de Jésus-Christ ! Elle n'a rien oublié, ni sa divinité, ni son humanité, ni son arrivée pour les deux jugements ; le premier dans lequel il a été injustement condamné aux tourments de la passion, le second dans lequel il viendra dans sa majesté juger le monde suivant les lois de la justice. Elle fait mention et de sa descente aux enfers et de la gloire de la résurrection ; et en cela, elle s'élève aux dessus des prophètes, que dis-je ? au-dessus des évangélistes eux-mêmes, qui de la descente aux enfers, ne disent presque rien. »
- Poème de François de Malherbe Les Sibylles, sur la fête des alliances de France et d'Espagne. Ces fêtes furent célébrées au mois d'avril 1612.
- Dans une œuvre posthume intitulée La Fin de Satan, Victor Hugo met en scène une sibylle « d'Achlab » dialoguant avec Jésus lui-même.
- Dans Delfica, cinquième sonnet des Chimères de Gérard de Nerval, le poète évoque dans le dernier tercet la « sibylle au visage latin ».
- Marelle (en espagnol, Rayuela), roman de Julio Cortazar, met en scène un personnage féminin important, que le narrateur désigne par le surnom de la Sibylle (en espagnol, la Maga).
- Pascal Quignard a publié en septembre 2006 chez Galilée un livre intitulé Requiem où « l'ombre de la Sibylle » joue un grand rôle. Cet ouvrage est une œuvre de collaboration avec le compositeur français Thierry Lancino qui en écrit la musique (2006-2008).
- Dans Le Portrait de Dorian Gray d'Oscar Wilde, l'amoureuse du héros se nomme Sibyl Vane.
- Dans la série Harry Potter de J. K. Rowling, le professeur de divination a pour nom Sibylle Trelawney[22] (Sybill Trelawney dans la version anglaise[23]).
- L'ouvrage de Micheline Galley, La Sibylle, De l'Antiquité à nos jours (Geuthner), convie le lecteur à la rencontre d'une femme qui traverse le temps : la sibylle.
- ouvrage de Jacques Mercanton, La Sibylle et autres nouvelles (l'âge d'homme 1992  (ISBN 978-2-8251-2655-4), Éditions de l'Aire, 2009  (ISBN 978-2-88108-784-4) réédition dans la collection l'Aire bleue),
- Deux textes de l'écrivaine québécoise Nicole Brossard invoquent la figure de la sibylle. Dans le roman Baroque d'Aube, la figure de la sibylle est représentée à travers le personnage principal de Cybil Noland[24]. Ce personnage provient lui-même de l'essai/fiction, Picture Theory, où la sibylle habite la formulation du mot ilisible « illysybility » et suscite une réflexion sur le sens et le non-sens dans l'écriture[24].

### Série
- Dans la série d'animation japonaise Psycho-Pass , Sibyl est un système qui gouverne et contrôle la société en calculant le coefficient de criminalité des personnes ainsi que leur place dans la société. Cette entité voit tout par des drones, caméras et scanner à travers la ville représentant ses yeux.